# Wanops
Wanops là một chi nhện trong họ Oonopidae.